# اچ‌ام‌اس دوونشایر (دی۰۲)

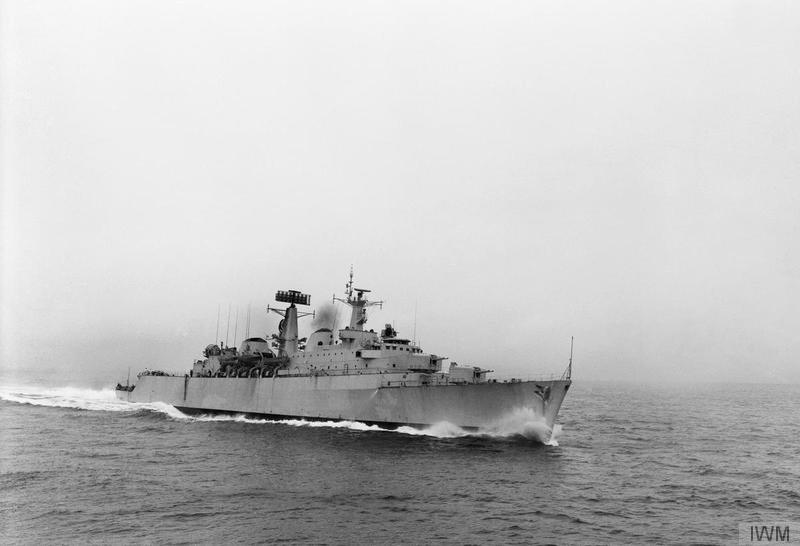
اچ ام اس

اچ‌ام‌اس دوونشایر (دی۰۲) (به انگلیسی: HMS Devonshire (D02)) یک کشتی بود که طول آن ۱۵۸٫۶ متر (۵۲۰ فوت ۴ اینچ) بود. این کشتی در سال ۱۹۶۰ ساخته شد.